# Frederik Donny
Frederik Donny (Veltem, 1861 - Wilrijk, 1938) was huisarts en van 1903 tot 1921 burgemeester van Wilrijk.

## Levensloop

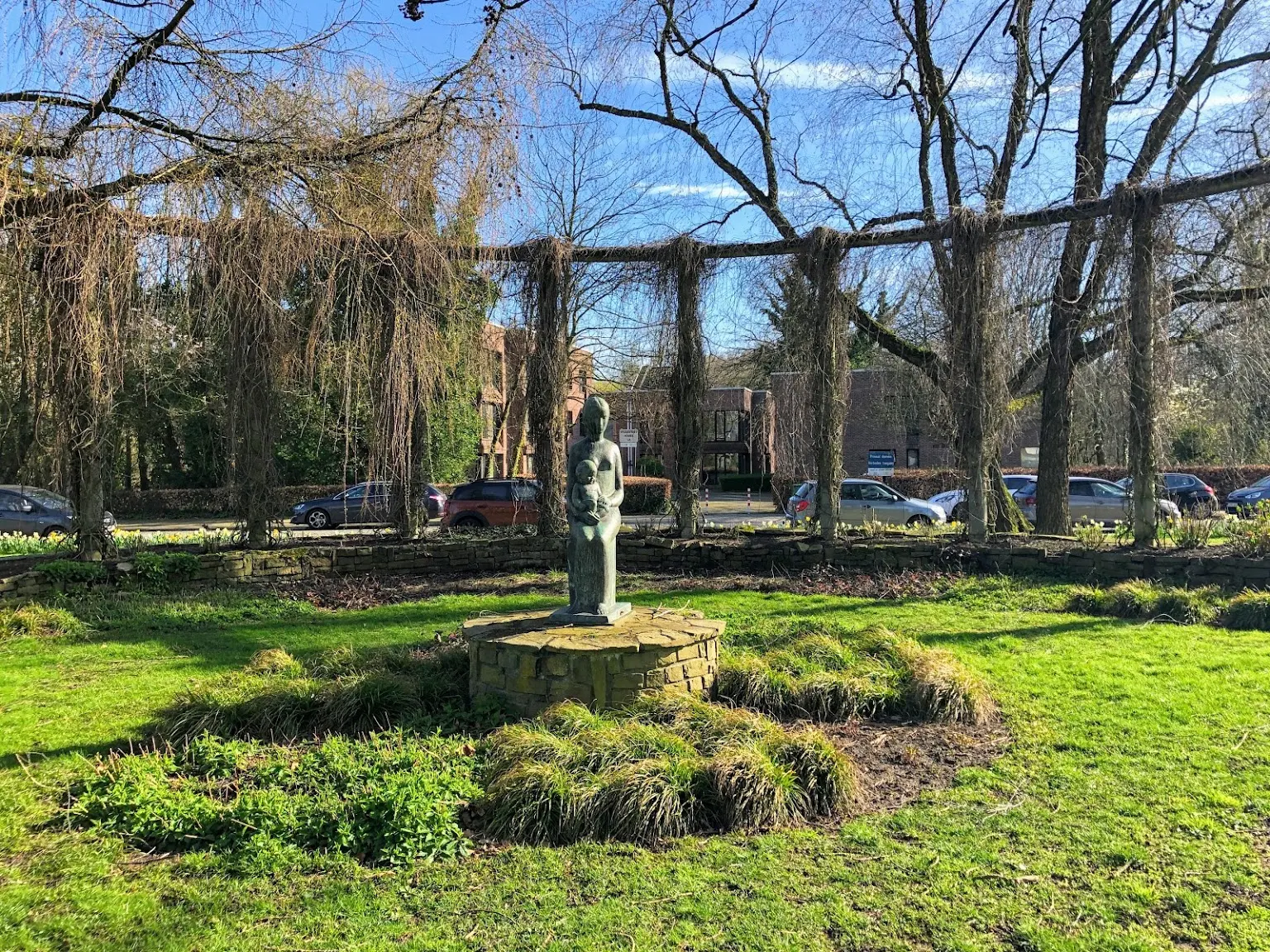
Dokter Donnyplein te Wilrijk

Frederik Donny werd geboren in Veltem bij Leuven. Na zijn studies vestigde hij zich in Wilrijk om een vacante post van huisarts in te vullen. 
In 1895 nam hij deel aan de gemeenteraadsverkiezingen op de lijst van de Katholieke Partij. Dr. Donny stond op een onverkiesbare plaats en geraakte net niet verkozen, hij werd eerste opvolger. Op 9 maart 1896, slechts drie maanden na de installatie van de gemeenteraad, werd Frederik Donny toch gemeenteraadslid, in opvolging van het ontslagnemende raadslid De Deken. 
In vier jaar tijd werkte Donny zich op tot sterke man in de Wilrijkse Katholieke Partij en toen burgemeester Jan Frans De Groof in januari 1903 overleed, werd Frederik Donny verkozen tot waarnemend burgemeester.
Bij de gemeenteraadsverkiezingen van oktober 1903 was Dr. Donny kopman voor de Katholieke Partij. Zijn partij behaalde 659 stemmen, genoeg voor een volstrekte meerderheid, en de dokter zelf behaalde 659 voorkeurstemmen, elke kiezer voor de Katholieke Partij had dus eveneens voor Frederik Donny gestemd.
Op 30 maart 1921 kreeg Frederik Donny een huldebetoon ter gelegenheid van 25 jaar gemeenteraadslid. Eveneens in 1921 nam dr. Donny afscheid als burgemeester, na de gemeenteraadsverkiezingen werd hij opgevolgd door zijn partijgenoot Gonzague Moretus. De dokter was bijna 19 jaar burgemeester van Wilrijk.